# Nimodipina
La nimodipina è un farmaco antiipertensivo, derivato diidropiridinico, appartenente alla classe dei calcioantagonisti. Il farmaco originariamente fu sviluppato per trattare l'ipertensione arteriosa, ma al giorno d'oggi è raro che venga utilizzato con questa finalità. La molecola dà invece buoni risultati nel prevenire il vasospasmo che spesso si associa a un'emorragia subaracnoidea. In Italia il farmaco è venduto dalla società Bayer in forma farmaceutica di soluzione per gocce orali e di soluzione per infusione alla concentrazione di 10 mg/50 ml.

## Farmacodinamica
La molecola, un calcio antagonista 1,4 diidropiridinico, differisce dagli altri calcio antagonisti (ad esempio la nifedipina o l'amlodipina) per la sua caratteristica selettività di azione a livello del distretto cerebrale. La sua lipofilia le permette di oltrepassare con grande facilità la barriera ematoencefalica. Legandosi ai canali del Ca++ di tipo L nimodipina blocca l'afflusso transmembrana del catione all'interno della cellula. Il farmaco protegge i neuroni e ne stabilizza le funzioni, in particolare negli stati patologici che si associano ad un aumentato afflusso intracellulare del calcio, come avviene nell'ischemia cerebrale. L'azione protettiva è verosimilmente secondaria sia all'aumentato afflusso sanguineo cerebrale che a un'azione sui recettori neuronali e cerebrovascolari in stretta relazione con i canali del calcio.
Studi in vitro hanno dimostrato che l'impiego del farmaco permette di prevenire o risolvere la vasocostrizione indotta da diverse sostanze (ad esempio la serotonina, le prostaglandine, l'istamina) e dai prodotti di degradazione del sangue.
La dilatazione dei vasi cerebrali e l'incremento del flusso ematico cerebrale indotto da nimodipina è in genere più marcato e consistente nei distretti cerebrali lesi ed ipoperfusi, piuttosto che nelle aree sane. La vasodilatazione indotta dal farmaco sembra non condurre a fenomeni di furto.
I deficit neurologici ischemici e la mortalità secondaria a vasospasmo da emorragia subaracnoidea di origine aneurismatica sono significativamente ridotti dall'impiego di nimodipina.
Clinicamente nimodipina migliora i disturbi della memoria e della concentrazione nei soggetti con funzione cerebrale danneggiata.

## Farmacocinetica
Dopo somministrazione orale nimodipina è assorbita dal tratto gastrointestinale in modo pressoché completo. Il farmaco è soggetto ad un rilevante effetto di primo passaggio (85-95%). Dopo somministrazione di dosi orali multiple la concentrazione plasmatica di picco (Cmax) pari a 7,3-43,2 ng/ml viene raggiunta entro 1-1,5 ore (Tmax). La biodisponibilità assoluta pertanto è piuttosto bassa, nell'ordine del 5-15%.
La concentrazione plasmatica media allo steady state è di circa 25 ng/ml. Nimodipina si lega alle proteine plasmatiche nella misura del 97-99%. Il farmaco e i suoi metaboliti nell'animale da esperimento superano la barriera placentare e compaiono nel latte a una concentrazione analoga a quella del plasma della madre. Dopo somministrazione orale ed endovenosa nimodipina è dosabile nel fluido cerebrospinale a concentrazioni pari allo 0,5% di quelle plasmatiche.
Nimodipina è metabolizzata a livello epatico ed intestinale attraverso il sistema del citocromo P450 isoenzima CYP3A4, tramite reazioni di deidrogenazione dell'anello diidropiridinico e deesterificazione ossidativa dell'estere. Queste reazioni possono essere tuttavia inibite dalla troleandomicina (un antibiotico) o dal ketoconazolo (un antimicotico). I tre principali metaboliti che compaiono nel plasma sostanzialmente non possiedono attività farmacologica residua.
Nell'uomo l'escrezione dei metaboliti avviene per circa il 50% per via renale e per il 30% con la bile.
L'emivita della nimodipina varia tra 1 e 2 ore.

## Usi clinici
Il farmaco trova impiego nella prevenzione e nel trattamento dei deficit neurologici ischemici associati a vasospasmo cerebrale, in particolare indotti da emorragia subaracnoidea da rottura aneurismatica.

## Effetti collaterali ed indesiderati
In corso di terapia sono state segnalate cefalea, nausea, capogiro, tremore, dispepsia, diarrea o costipazione, flatulenza, rash cutaneo, ipotensione arteriosa, edemi declivi.
Raramente si possono verificare trombocitopenia, aumento transitorio di AST ed ALT, coagulazione intravascolare disseminata.

## Controindicazioni
Il farmaco non deve essere somministrato nei soggetti con ipersensibilità nota al principio attivo. Un'ulteriore controindicazione è rappresentata dalla funzionalità epatica gravemente compromessa, ed in particolare dalla cirrosi epatica. La nimodipina non deve esser assunta dalle donne in gravidanza o dalle donne che allattano al seno.

## Dosi terapeutiche
- Per infusione endovenosa continua il trattamento viene iniziato con dosaggi non superiori a 1 mg/ora. Se l'infusione è ben tollerata e non si verifica ipotensione arteriosa, a partire dalla terza ora la velocità di infusione viene aumentata e quindi mantenuta entro i 2 mg/ora. In caso di comparsa di reazioni avverse ed indesiderate, la posologia deve essere ridotta ed il trattamento eventualmente sospeso. Nel corso del trattamento è utile un accurato monitoraggio dell'elettrocardiogramma e della pressione arteriosa. L'infusione endovenosa continua deve avvenire attraverso un catetere venoso centrale, utilizzando una pompa per infusione utilizzando come veicolo una soluzione di glucosio 5%, una soluzione fisiologica (cloruro di sodio allo 0,9%), oppure una soluzione di Ringer lattato.
- Come gocce orali il farmaco viene assunto alla dose giornaliera raccomandata di 30 mg tre volte al giorno. Nel caso di gravi alterazioni della funzionalità renale ed epatica essendo più alta la probabilità di sviluppare effetti collaterali, il paziente dovrebbe essere attentamente controllato ed il dosaggio eventualmente ridotto.

Nel trattamento dei deficit neurologici ischemici secondari a vasospasmo cerebrale da emorragia subaracnoidea, una volta terminata la terapia parenterale, è bene proseguire la somministrazione di nimodipina per os per almeno una settimana al dosaggio di 60 mg ogni 4 ore.

## Sovradosaggio
Nei soggetti con intossicazione da nimodipina si possono verificare arrossamento del viso, cefalea, marcata ipotensione arteriosa, tachicardia o bradicardia, nausea ed altri disturbi gastrointestinali. Il trattamento comprende l'immediata sospensione della somministrazione del farmaco e le normali misure di supporto.

## Stereochimica
Nimodipina contiene uno stereocentro e consiste di due enantiomeri. Si utilizza come racemo, cioè una miscela in rapporto 1:1 delle forme ( R ) e ( S ):
| Enantiomeri di nimodipina | Enantiomeri di nimodipina |
| ------------------------- | ------------------------- |
| CAS-Nummer: 77940-92-2    | CAS-Nummer: 77940-93-3    |